# Audierne (comuna delegada)
Audierne (en bretón Gwaein),  era una comuna francesa situada en el departamento de Finisterre, de la región de Bretaña, que el 1 de enero de 2016 pasó a ser una comuna delegada de la comuna nueva de Audierne al fusionarse con la comuna de Esquibien.

## Demografía
| Gráfica de evolución demográfica de Audierne entre 1800 y 2013 |
|                                                                |

Los datos demográficos contemplados en este gráfico de la comuna de Audierne se han cogido de 1800 a 1999 de la página francesa EHESS/Cassini, y los demás datos de la página del INSEE.